# Период Нара
Период На́ра (яп. 奈良時代, — нара дзидай) — эпоха в истории Японии (710—794). Началась с восстановления столицы государства в городе Хэйдзё-кё (совр. город Нара) и закончилась её переносом в город Хэйан-кё (совр. город Киото). Особенностями эпохи являются ускоренная китаизация японского общества, создание первых исторических хроник и расцвет культуры, в частности, поэзии, широкое распространение буддизма во всех слоях японского общества и превращение этой религии в мощную политическую силу.
До VIII века японцы именовали свою страну Ямато (大和). Но в 702 году впервые появляется топоним «Нихон» (яп. 日本, Япония). Японский посол Авата-но Махито (粟田 真人), посетивший Китай, именно так назвал свою страну. В китайских источниках того времени сообщалось: «Япония — другое название Ямато. Эта страна находится там, где восходит солнце, и потому ей дали название Япония». Топоним же Ямато, если верить танским хроникам, японцам «не нравится».

## Этимология
Согласно летописи Нихон Сёки, слово «Нара» происходит от древнеяпонского нарасу (яп. 平す, сглаживать) и от расположения на равнине Бассейна Нара (Ямато). Современные гипотезы связывают слово с современным корейским словом кор. 나라 нара «страна, королевство». Однако эта гипотеза находится под вопросом, ибо «страна» в японском всегда была куни, а не нара, и источники, где нара используется для слова «страна» не найдены.
К тому же современное корейское нара происходит от среднекорейского narah, что в свою очередь связывают с древнекорейским narak. Окончание -ra < -rah < -rak может означать «земля, территория» и часто встречается в других географических названиях как Нара, Гара и Силла, из которых последние два произносились с финальным -к в древнеяпонском (新羅, сираки). Также Нара иногда записывалось как 寧楽 и 乃楽, что предположительно читалось как нараку, также с финальным -к.. Впрочем исконно японские слова, ямато котоба, обязательно заканчивались на гласную и никогда на согласные, в том числе и на -к.

## Социально-политическое развитие

### Новая столица

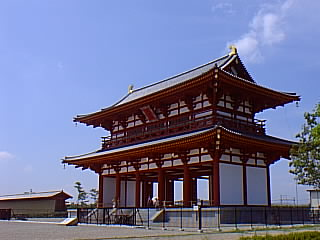
Главные ворота столицы Хейдзё-кё — «Ворота Красной птицы» (реконструкция, Нара)

До принятия основного законодательного Кодекса лет Тайхо (701) существовал обычай переносить столицу на новое место в связи со смертью императора. Реформирование японского общества в начале VIII века способствовало созданию централизованной власти с эффективным административным аппаратом, которые требовали для своей деятельности создание большого и оседлого центра. Этим центром стала в 710 году новая столица Хэйдзё-кё (яп. 平城京 хэйдзё:кё:, современный город Нара в регионе Кансай). Хотя столица ещё переносилась в 740—745 годах в города Куни-кё (яп. 恭仁京 куникё:, современный город Камо), Сигаракиномия (яп. 紫香楽宮, современный город Сигараки) и Нанива-кё (яп. 難波京 нанивакё:, современный город Осака), она возвращалась в Нару.
Хэйдзё-кё, или Нара, была первым японским городом, спроектированным по тогдашним китайским стандартам. Её прототипом стала столица китайской империи Тан, город Чанъань (кит. упр. 長安, пиньинь Cháng'ān, палл. Чанъань). Нара представляла собой большой четырёхугольник, поделённый на правую и левую «столицы». Город также был разделён на десятки малых районов. В северной части столицы были сконцентрированы правительственные здания, там находился императорский дворец. От него простиралась центральная магистраль города — «улица Красной птицы», которая доходила до главных ворот города на юге. Население Нары составляло около 200 тысяч, среди которых 10 тысяч были чиновниками.

### Политическая структура
Период Нара рассматривается в российской японистике как продолжение начатых в VII веке реформ, связанных с заимствованием китайского цивилизационного опыта. Всю эпоху Нара, как и начало периода Хэйан, называют рицурё кокка (яп. 律令国家 рицурё: кокка, периодом государства, опирающегося на законы). В это время существовало жёстко централизованное государство во главе с тэнно (яп. 天皇 тэнно:, император), при этом функционирование сложного бюрократического аппарата было основано на японских законодательных сводах VIII века Тайхо рицурё (яп. 大宝律令 тайхо: рицурё:) и Ёро рицурё (яп. 養老律令 ё:ро: рицурё:), написанных под сильным влиянием законодательства империи Тан.
Согласно законодательным сводам, тэнно был главой государства, он ведал всеми внешними отношениями, командовал войском, контролировал административный аппарат. По сути, он был сакральной фигурой, статус которой не оговаривался в законодательных кодексах. В сэммё (указах тэнно) об императоре говорится: «Как бог явленный, великой страной восьми островов правит». В текстах сэммё также подчёркивается происхождение тэнно от богини солнца Аматэрасу:
…Как то началось со времен государя,
что с Равнины Высокого Неба спуститься изволил,
и доныне и впредь, всех времен государи многие
на престоле высоком пребывая, наследуя солнцу небесному,
страну обильную Поднебесную обустраивали и ласкали…Указ при изменении девиза правления на «Вадо».
Однако в действительности тэнно нельзя считать абсолютным монархом. Между тэнно и бюрократическим аппаратом находился дадзёкан  (яп. 太政官, палата большого государственного совета), состоявший из высокопоставленных чиновников-вельмож государственный совет, существенно ограничивавший его власть. Процедура утверждения указов тэнно была прописана в законах. Кроме того, в нарской Японии при тэнно, как правило, действовал его предшественник на троне, который, отрекаясь от трона, получал почётное звание дадзё тэнно (яп. 太上天皇 дадзё: тэнно:). Этот дадзё тэнно нередко обладал даже бо́льшим влиянием на дела правления, чем сам тэнно. Так при императрице Кокэн (孝謙) настоящим правителем был формально отошедший от дел, её предшественник Сёму (聖武).
Напрямую тэнно подчинялись три высших органа государственной власти.
1. Дадзёкан, во главе с дадзё дайдзин (яп. 太政大臣, великим министром). У этого органа не было аналога в танском Китае, в период Нара он обладал огромными полномочиями. Внутри дадзёкана действовал гисэйкан (яп. 議政官, высший политический совет), куда входили наиболее именитые аристократические роды центральной части Японии.
2. Дзингикан (яп. 神祇官, палата небесных и земных божеств) ведала общегосударственными религиозными церемониями. Фактически её возглавлял сам тэнно как первосвященник синто.
3. Дандзётай (яп. 弾正台, ведомство инспекций цензоров) контролировало исполнение законов в столице и провинциях.

Дадзёкан был центральным правительственным органом, ему подчинялись восемь министерств (министерство центра, министерство кадров, министерство управления, министерство народных дел, военное министерство, министерство наказаний, министерство казны, министерство двора). В подчинении министерств состояли управления (сики), отделы (рё), бюро (си).
По оценке российских историков-японистов А. Н. Мещерякова и М. В. Грачёва население Японии в VIII веке составляло около 6 млн человек. Все японцы делились в период Нара на две главные категории: рёмин (яп. 良民 рё:мин, добрый люд) и сэммин (яп. 賎民, подлый люд). К первой категории относились чиновники (элита тогдашней Японии), свободные общинники (бякутё), синабэ и дзакко (ремесленники, прямо зависевшие от двора тэнно). Категорию сэммин составляли охранники могил; преступники и их семьи, превращённые в государственных рабов; рабы, находившиеся в частном владении. По японским законодательным кодексам VIII века все чиновники делились на столичных и провинциальных. Положение чиновника фиксировалось с помощью системы девяти рангов, которые, в свою очередь, дробились на старший и младший; ранг с четвёртого по девятый делился ещё и на верхнюю и нижнюю ступени. Чем более высоким местом в ранговой системе обладал чиновник, тем больше ему полагалось жалования, льгот и привилегий. Помимо ранга, чиновники занимали и определённые должности с конкретными функциями в административной системе.
Из танского Китая также была заимствована система конкурсных экзаменов. Однако её применение на практике оказалось ограниченным: при назначении на должности и при присвоении рангов основным критерием была принадлежность к родовитой знати, а не личные способности. Для детей чиновника 6-го ранга и ниже было практически невозможно достичь 5-го ранга (минимальный ранг для получения придворного поста). Первые три ранга в бюрократической системе могли занимать только отпрыски высшей аристократии. Кроме того, на должности управителей уездов и сёл, в отличие от китайской традиции, назначались не присланные из центра чиновники, а местная знать. Таким образом, заимствованная из Китая административная система, зафиксированная в японских законодательных сводах, была приспособлена к принципам японской политической культуры.
Японская административно-территориальная система в VIII веке состояла из четырёх основных звеньев (округа, провинции, уезды, сёла) и повторяла по форме танские образцы. При этом, как отмечает российский японист Е. Б. Сахарова, окружной уровень деления фактически не функционировал, а значение сёл было невелико в сравнении с танским Китаем". Насчитывалось семь округов: Токайдо, Тосандо, Хокурикудо, Санъиндо, Санъёдо, Нанкайдо, Сайкайдо, 68 провинций и 591 уезд. Именно провинции признавались в качестве основной единицы влияния центра на местах. Согласно японским сводам законов VIII века, управитель провинции сосредотачивал в своих руках и те функции, которые по законам империи Тан находились в руках управителей уездов и глав деревень.

### Социально-экономическая структура
90% населения нарской Японии составляли свободные крестьяне. Вся земля изначально была объявлена государственной собственностью. Все поля общегосударственного земельного фонда делились на находящиеся в государственной собственности и переданные в частное пользование (наградные поля чиновников, участки крестьян, поднятая новь и другие). Предусматривался регулярный, раз в шесть лет, передел наделов, предоставленных крестьянам.
Экономика периода Нара была государственно-плановой. Для повышения эффективности сбора налогов была проложена сеть дорог, которые вели в столицу. При дворе чеканили медную и серебряную монету, которая имела больше символическое, чем утилитарное значение. Первые японские монеты появились в 708 году. Всего в 708—958 годах было проведено 12 выпусков монет. Деньги использовались для выплаты жалованья чиновникам и работникам. Основная часть японцев оставалась вне сферы товарно-денежного обращения. Экономика носила натуральный характер. В столице уровень хозяйственной активности был самым высоким, в то время как экономика регионов оставалась на примитивном уровне периода Кофун.
В середине VIII века появляется важный экономический институт — поместья сёэн (яп. 荘園 сё:эн), которые с упадком государственного хозяйства постепенно становятся частными владениями аристократов и храмов. Их появление связано со стремлением центральной власти рационально использовать земли страны. Налаживание экономической системы привело к самодостаточности региональных администраций.
Для увеличения доходов государство стимулировало разработку целинных земель, которые указом 723 года обещало отдать на три поколения в частную собственность тем, кто их поднял, создав при этом новую ирригационную систему. Те же, кто освоил целинные земли, использовав старые ирригационные сооружения, получал их в пожизненное владение. Однако уже в 743 году вышел указ, вводивший правило «вечного частного владения освоенной целиной», отменивший закон 723 года «три поколения — одна жизнь». Этим сразу воспользовались знатные роды и влиятельные буддистские монастыри, которые создали на необработанных землях мощную экономическую базу. Появление частного сектора, который государство не контролировало, ослабило позиции центральной власти. При этом государство пыталось без особого успеха бороться с ростом частных вотчин. В 765 году был издан указ, запрещавший знати использовать в своих частных владениях принудительный крестьянский труд. Издание указа было вызвано тем, что при работе на аристократов крестьяне уделяли меньше времени обработке своих наделов, а это уменьшало налоговые поступления в казну. Но уже в 772 году этот указ был аннулирован. Создание частного землевладения стало важнейшим, хотя и не единственным фактором, который привёл к трансформации «рицурё кокка». Вместе с тем, появление первых сёэн не привело к дезорганизации японского государства или его распаду.
В целом, основные принципы китайской политической и социально-экономической модели не прижились в Японии. При восприятии китайских образцов осуществлялся жёсткий отбор. Изначально не была принята японцами китайская концепция «мандата неба», предусматривавшая возможность смены неправедной династии. Но даже многие отобранные идеи подверглись переосмыслению или были отброшены. Строго централизованное государство по китайской модели уже в период Нара претерпело глубокие изменения, а в эпоху Хэйан фактически перестало существовать в прежнем виде. Это, однако, вовсе не означало исчезновения единого государства.

### Политическая борьба
Особенностью периода Нара стало обострение борьбы между императорским домом (самим тэнно и его ближайшими родичами), аристократическими родами (Фудзивара, Отомо, Татибана, Саэки, Тадзихи) и буддистской церковью за власть. Хотя формальным главой страны остался император, его реальное политическое влияние было ограничено. За господствующие позиции при дворе соперничали аристократы и буддистские монахи. В 729 году был принужден к самоубийству принц Нагая (он и его дети могли быть кандидатами на место престолонаследника), в 740 был подавлен мятеж Фудзивара-но Хироцугу, в 763 — мятеж всесильного Фудзивара-но Накамаро, который проиграл монаху Докё в борьбе за власть.
В середине VIII века буддийские монахи во главе с Докё пытались организовать переворот и сместить правящую династию, однако вмешательство семьи Фудзивара спасло императорский дом. Благодаря этому Фудзивара очень усилились и смогли поставлять японскому монарху жён, и, тем самым контролируя престол и власть в стране. Российские историки отмечают, что в эпоху Нара говорить о решительном доминировании Фудзивара можно не ранее конца 50-х годов VIII века.. При этом для времени огромного влияния Докё и правления императора Камму о преобладании Фудзивара говорить не приходится.
Попытки императора Камму возвратить ведущую роль японских монархов в политике потерпели неудачу. Желая вырваться из-под опеки буддистских монастырей, которые плотно обступали столицу Нара, император приказал в 784 году построить новую столицу в городе Нагаока-кё (яп. 長岡京 нагаокакё:). Однако в связи с затягиванием строительства из-за интриг аристократии и природных катаклизмов план переноса столицы в Нагаока провалился. В 794 году Камму удалось перенести столицу в город Хэйан (современный Киото), но её строительство сильно ударило по императорской казне. Истощение государственных финансов привело к тому, что власть императора ослабла, реальная же власть оказалась в руках аристократического рода Фудзивара.

## Культура

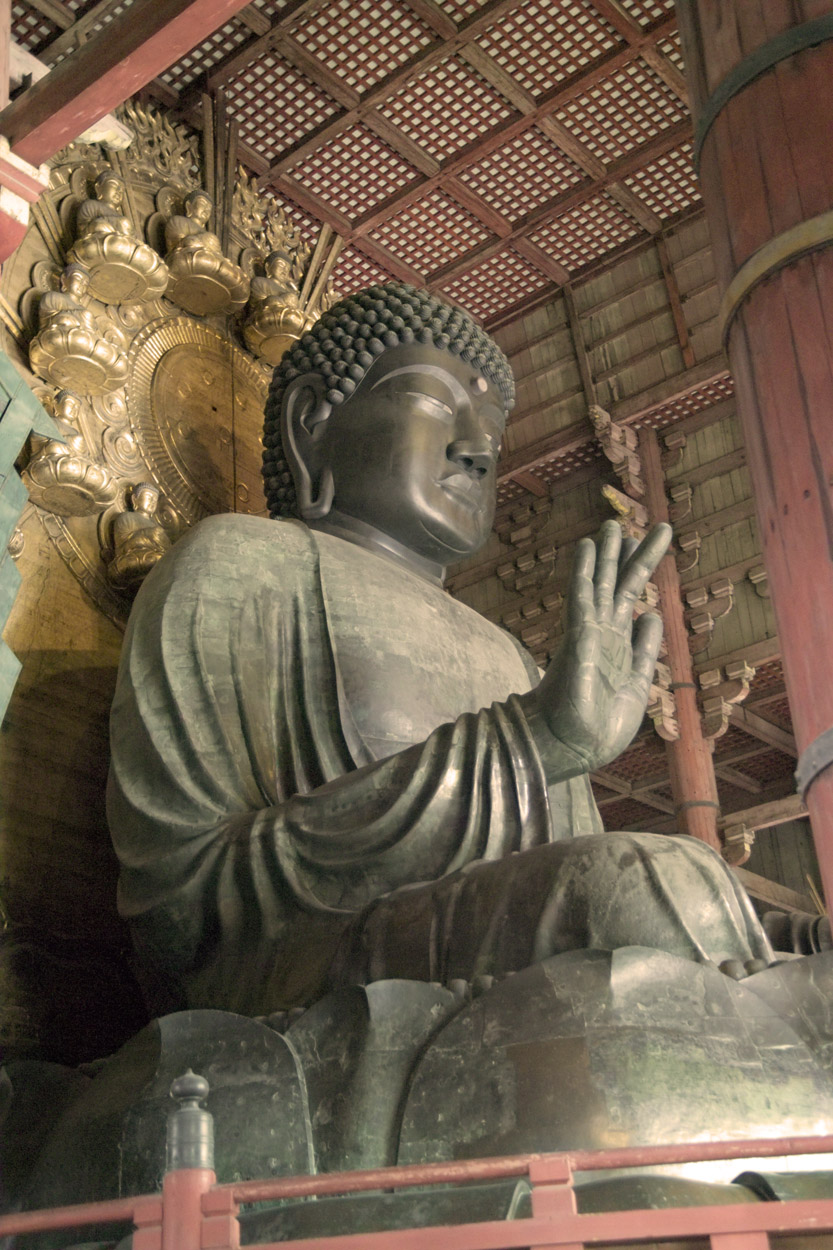
Великий Будда Вайрочана в храме Тодай-дзи (Нара, 752)

В период Нара были написаны первые официальные исторические хроники Кодзики (яп. 古事記, записки о делах древности), 712) и Нихон сёки (яп. 日本書紀), 720). Были также составлены поэтические антологии Манъёсю (яп. 万葉集 манё:сю:, собрание мириад листьев), 759) и Кайфусо (яп. 懐風藻 кайфусо:), 751). В этот период также сформировались прототипы японских фонетических азбук хирагана и катакана.
Особенность этой эпохи — натурализация буддизма. Этому способствовала политика императора Сёму (701—756), который лично обратился в эту веру, объявив себя «слугой трёх сокровищ — Будды, Закона и Общины». Буддизм был объявлен «защитником государства», то есть определён как государственная религия. Японская элита особенно ценила те буддийские сутры, которые обещали процветание странам, чьи монархи почитают Будду. Тремя сутрами, оберегающими страну считались «Сутра золотого блеска», «Сутра праведных правителей» и «Сутра Лотоса».
Обращение императоров в буддизм означало признание главенства буддистской церкви над правящей династией. Монахи заняли многие высокие административные должности. Буддисты даже пытались захватить власть в стране, пытаясь сделать монаха Докё (700—772), фаворита императрицы Кокэн, новым императором. Однако аристократическая оппозиция во главе с родом Фудзивара помешала перевороту и смогла сместить всех монахов с государственных должностей. Учитывая интимные отношения Докё с императрицей и опасности для династии, которые они несли, Фудзивара отменили на будущее право женщин занимать престол японских монархов.
Более четко оформляется и особое место синто в государственной идеологии. В законодательных кодексах, в «Кодзики» и «Нихонсёки» были записаны главные общегосударственные синтоистские ритуалы и церемонии, порядок их проведения. При этом в законах не обнаруживается описания роли тэнно как верховного жреца синто. Статус тэнно как первосвященника синто регулировался неписаными обычаями. К периоду Нара относится и активное освоение конфуцианских идей, привнесённых с материка.
Период Нара был эпохой расцвета искусств. Большинство произведений искусства до сегодняшнего дня сохранились в императорском хранилище Сёсоин на территории храма Тодай-дзи. В коллекции находятся предметы из Персии и Индии, что свидетельствует об участии древних японцев в международной торговле по «шёлковому пути».
Представления историков о Японии периода Нара радикально обновились после обнаружения во второй половине XX века японских аналогов берестяных грамот — моккан (яп. 木簡, надписи на деревянных табличках). Этот тип эпиграфических источников существовал и в Китае и Корее, но изготавливались такие дощечки из бамбука. Если в России было обнаружено около тысячи берестяных грамот, то в Японии их отдалённых аналогов нашли уже более 200 тысяч (самые ранние датируются второй четвертью VII века). В 1988 году при строительстве магазина в Нара было обнаружено масштабное скопление табличек — более 50 тысяч (все относились к 711—716 гг.). На месте находки располагалась усадьба влиятельного царедворца, принца Нагая (684—729), внука императора Тэмму. Моккан найдены не только в центре, но и на периферии нарской Японии. Надписи на моккан  в основном имеют прямое отношение к функционированию разветвлённого бюрократического аппарата периода Нара, включая переписку между государственными ведомствами и т.п., а также к процессу обучения чиновников ( найдены моккан с отрывками из китайских классических текстов ). В свободном доступе в Интернете имеется база данных, где собраны изображения и комментарии ко всем найденным на сегодняшний день моккан.

## Международные отношения
Японские императоры активно импортировали китайский опыт управления государством через своих послов и стажеров в империи Тан. Японские студенты, среди которых преобладали буддистские монахи, учились в городах Чанъань и Лоян. Один из стажеров, Абэ-но Накамаро, (阿倍 仲麻呂) смог сдать сложные экзамены по китайской классике и занять государственный пост в Китае. Он служил губернатором завоёванного региона Аннам (современный север Вьетнама) с 761 по 767 годы. Но он был исключением, большинство стажеров из Японии возвращались на родину, занимая высокие должности при японском дворе.
Несмотря на нормализацию отношений с китайским Тан после конфликта в середине VII века, отношения японцев с корейским государством Силла оставались напряжёнными. Способствовало этому создание на территории современной Маньчжурии государства Бохай (698—926), наследника уничтоженного силланскими войсками северо-корейского государства Когурё. Япония и Бохай пребывали в союзе против Силла, однако тесные отношения последней с Тан мешали прямой агрессии союзников.
В целом внешняя политика японцев периода Нара активной не была.
При этом нельзя забывать о том, что нарская Япония была гораздо меньше современной страны восходящего солнца по территории: власти тэнно были неподконтрольны, точнее, еще не покорены многие земли, входящие в состав современной Японии - племена юга острова Кюсю и прилегающих к нему островов («южные варвары» — хаято, 隼人), а также народы северной части острова Хонсю. Последние именовались в источниках «креветочные восточные варвары» (эмиси, 蝦夷), которых считают предками айну.
Война с эмиси проходила непросто. Продолжавшаяся в VIII веке экспансия японцев на север Хонсю встречала ожесточённое сопротивление эмиси. В 720 году была образована провинция Дэва. В 709 и 720 годах произошли восстания эмиси против пришельцев, которые, однако, были подавлены. В 724 на северных рубежах японской обороны против «варваров», в провинции Муцу была основана крепость Тага (яп. 多賀城 тагадзё:). В 733 на севере была создана цепь оборонительных сооружений для отражения набегов эмиси Дэва ноки (яп. 出羽柵). В новозавоеванных землях с целью исключить возможность восстаний производились масштабные депортации покорённых эмиси в другие провинции Японии.
При Фудзивара-но Накамаро, который на короткое время в середине VIII века оказался наиболее влиятельным сановником при дворе, в 757 году наместником Муцу был назначен его сын Фудзивара-но Асакари (藤原 朝狩). Были построены две новые крепости для обороны от «варваров», правда в 774 одна из них была разрушена эмиси. Помимо борьбы с эмиси Фудзивара-но Накамаро планировал покорить Силла: отправить туда на 394 кораблях 47 тыс. пехотинцев и 17360 матросов. Претворить этот грандиозный план в жизнь помешало отстранение Накамаро от власти.
Период с 774 по 811 год известен в японской историографии как «тридцативосьмилетняя война» (яп. 三十八年戦争 сандзю:хатинэн сэнсо:), когда империя стремилась подчинить эмиси. В 776 году для подавления выступления эмиси в деревне Сива (провинция Дэва) были посланы войска, но в 777 они были разгромлены «варварами». Между тем, в 780 году во главе очередного восстания эмиси встал талантливый вождь Корэхари-но Адзамару (яп. 伊治 呰麻呂), который смог захватить твердыню Тага-но дзё. В 780 году Фудзивара-но Огуромаро был назначен посланцем-усмирителем Востока (яп. 征東大使 сэйто: тайси). Император Камму организовал три похода против эмиси (789, 794, 801). В 788 великим полководцем-усмирителем Востока (яп. 征東大将軍  сэйто: 征東大将軍, сэйто тайсё:гун) был назначен аристократ Ки-но Косами (紀 古佐美). Он выступил в поход для усмирения эмиси, который однако закончился бесславно. В битве при Субусэ (巣伏の戦い) в 789 году с военачальником эмиси Атэруи (阿弖流爲) армия тэнно потеряла убитыми более тысячи человек (предположительно 6 тыс. солдатам империи противостояло 1500 эмиси, которым удалось заманить врагов в ловушку). Борьба империи и эмиси продолжилась в эпоху Хэйан.

## Основные события
- 701 — Создание законодательного свода «Тайхорё»;
- 710 — Перенесение столицы страны в Хэйдзё-кё (современный город Нара);
- 712 — Написание исторической хроники «Кодзики»;
- 718 — Создание законодательного свода «Ёро рицурё»;
- 720 — Написание исторической хроники «Нихон Сёки»;
- 743 — Основание храма Тодай-дзи императором Сёму;
- 759 — Составление поэтического сборника «Манъёсю»;
- 784 — Перенесение столицы в Нагаока-кё;
- 788 — Основание монахом Сайтё монастыря Энрякудзи на горе Хиэй.

## Японские императоры периода Нара и девизы их годов правления
- Гэммэй, (元明, 707—715); Вадо 708;
- Гэнсё, (元正, 715—724); Рэйки 715; Ёро 717;
- Сёму, (聖武, 724—749); Дзинки 724; Тэмпё 729;
- Кокэн, (孝謙, 749—758); Тэмпё кампо 749; Тэмпё сёхо 749; Тэмпё ходзи 757;
- Дзюннин, (淳仁, 758—764);
- Сётоку (яп. 称徳 сё:току), она же Кокэн (яп. 孝謙 ко:кэн), (764—770); Тэмпё дзинго 765; Дзинго кэйун 767;
- Конин, (光仁, 770—781); Хоки 770;
- Камму, (桓武, 781—806); Энъо 781; Энряку 782;